# Hessenpokal (Fußball) 2025/26
Der Hessenpokal 2025/26 ist die 81. Austragung des Fußballpokalwettbewerbs der Männer. Der offizielle Name lautet „Krombacher-Hessenpokal“, da der Pokal von der Krombacher Brauerei gesponsert wird.
Der Sieger des Hessenpokals nimmt in der Folgesaison am DFB-Pokal 2026/27 teil. Sollte sich der Sieger des Hessenpokals bereits über einen anderen Weg für den DFB-Pokal 2026/27 qualifiziert haben, geht das Startrecht auf den unterlegenen Finalgegner über.

## Teilnehmende Mannschaften
(Quelle: )
| 3. Liga hessische Vereine der Saison 2025/26 | Regionalliga Südwest die 6 hessischen Vereine der Saison 2024/25 | Hessenliga Meister der Saison 2024/25 |
| SV Wehen Wiesbaden | TSV Steinbach Haiger FSV Frankfurt Kickers Offenbach SG Barockstadt Fulda-Lehnerz KSV Hessen Kassel FC Gießen | FSV Fernwald |
| Vertreter der Kreisverbände 32 Vertreter der Kreisverbände des HFV, in der Regel die Kreispokalsieger der Saison 2024/25 | | |
| - Alsfeld SpVgg. Leusel (VII) - Bergstraße SV Unter-Flockenbach (VI) - Biedenkopf FV 09 Breidenbach (VI) - Büdingen FSG Ober-Schmitten/Eichelsdorf (VIII) - Darmstadt 1. FCA 04 Darmstadt (VI) - Dieburg Germania Ober-Roden (VI) - Dillenburg SG Seelbach/Scheld (VIII) - Frankenberg FC Ederbergland (VI) - Frankfurt FG Seckbach 02 (VII) - Friedberg Türkgücü Friedberg (V) - Fulda SV Neuhof (VII) - Gelnhausen FC Bayern Alzenau (V) | - Gießen FC TuBa Pohlheim (V) - Groß-Gerau VfR Groß-Gerau (VI) - Hanau Hanauer SC 1960 (V) - Hersfeld-Rotenburg SG Niederaula/Kerspenhausen (VIII) - Hochtaunus DJK SF Bad Homburg (VI) - Hofgeismar-Wolfhagen FSV Dörnberg (VI) - Kassel KSV Baunatal (V) - Lauterbach-Hünfeld SV Steinbach (VI) - Limburg-Weilburg TuS Dietkirchen (VII) - Maintaunus FC Eddersheim (V) - Marburg TSV Eintracht Stadtallendorf(V) - Odenwald SV Hummetroth (V) | - Offenbach Sportfreunde Seligenstadt (VI) - Rheingau-Taunus SG Orlen (VIII) - Schlüchtern SG Bad Soden (VI) - Schwalm-Eder FC Domstadt Fritzlar (VIII) - Waldeck TSV Korbach (VII) - Werra/Meißner SV Adler Weidenhausen (V) - Wetzlar SC Waldgirmes (V) - Wiesbaden FC 1934 Bierstadt (VII) |
| Ligaebene in Klammern: IV = Regionalliga • V = Oberliga • VI = Verbandsliga • VII = Gruppenliga • VIII = Kreisoberliga • IX = Kreisliga A | | |

## 1. Runde
| Datum                 |                                | Ergebnis        |                              |
| --------------------- | ------------------------------ | --------------- | ---------------------------- |
| 15.07.2025, 19:00 Uhr | SG Niederaula/Kerspenhausen    | 0:4             | SV Steinbach                 |
| 23.07.2025, 19:00 Uhr | FV 09 Breidenbach              | 0:2             | FC Ederbergland              |
| 25.07.2025, 19:00 Uhr | SC 1960 Hanau                  | 1:3             | FC Bayern Alzenau            |
| 25.07.2025, 19:00 Uhr | SFC Domstadt Fritzlar          | 2:5             | KSV Baunatal                 |
| 26.07.2025, 15:00 Uhr | TSV Korbach                    | 0:7             | TSV Eintracht Stadtallendorf |
| 26.07.2025, 16:00 Uhr | SG Bad Soden                   | 0:1             | DJK Sportfreunde Bad Homburg |
| 27.07.2025, 15:00 Uhr | FSV Dörnberg                   | 2:1             | SV Adler Weidenhausen        |
| 27.07.2025, 15:00 Uhr | SpVgg. Leusel                  | 1:1 (5:3 i. E.) | SV Neuhof                    |
| 27.07.2025, 15:00 Uhr | TuS Dietkirchen                | 1:7             | FC TuBa Pohlheim             |
| 27.07.2025, 15:00 Uhr | SG Seelbach/Scheld             | 1:3             | SC Waldgirmes                |
| 27.07.2025, 15:00 Uhr | SG Orlen                       | 1:8             | FC Eddersheim                |
| 27.07.2025, 15:00 Uhr | 1. FCA 04 Darmstadt            | 1:0             | SV Unter-Flockenbach         |
| 27.07.2025, 15:00 Uhr | Germania Ober-Roden            | 1:1 (5:4 i. E.) | SV Hummetroth                |
| 27.07.2025, 15:30 Uhr | FSG Ober-Schmitten/Eichelsdorf | 0:9             | Türk Gücü Friedberg          |
| 27.07.2025, 15:30 Uhr | FG Seckbach 02                 | 2:2 (7:6 i. E.) | Sportfreunde Seligenstadt    |
| 27.07.2025, 18:00 Uhr | FC 1934 Bierstadt              | 1:5             | VfR Groß-Gerau               |

## 2. Runde
| Datum                 |                     | Ergebnis |                              |
| --------------------- | ------------------- | -------- | ---------------------------- |
| 03.09.2025, 19:00 Uhr | KSV Baunatal        | :        | TSV Eintracht Stadtallendorf |
| 03.09.2025, 19:00 Uhr | SpVgg. Leusel       | :        | SV Steinbach                 |
| 03.09.2025, 19:00 Uhr | SC Waldgirmes       | :        | FC TuBa Pohlheim             |
| 03.09.2025, 19:00 Uhr | FC Eddersheim       | :        | Türk Gücü Friedberg          |
| 03.09.2025, 19:00 Uhr | FG Seckbach 02      | :        | Germania Ober-Roden          |
| 03.09.2025, 19:00 Uhr | 1. FCA 04 Darmstadt | :        | FC Bayern Alzenau            |
| 03.09.2025, 19:30 Uhr | FC Ederbergland     | :        | FSV Dörnberg                 |
| 17.09.2025, 20:00 Uhr | VfR Groß-Gerau      | :        | DJK Sportfreunde Bad Homburg |